# Miranda (Trujillo)
Miranda is een gemeente in de Venezolaanse staat Trujillo. De gemeente telt 29.500 inwoners. De hoofdplaats is El Dividive.